# Neliopisthus fulvicoxis
Neliopisthus fulvicoxis là một loài tò vò trong họ Ichneumonidae.